# Modena (provins)
Modena är en provins i regionen Emilia-Romagna i Italien. Modena är huvudort i provinsen. Provinsen bildades när Kungariket Sardinien 1859 annekterad området från Kyrkostaten.

## Världsarv i provinsen
- Katedral, Torre Civica och Piazza Grande i Modena är världsarv sedan 1997

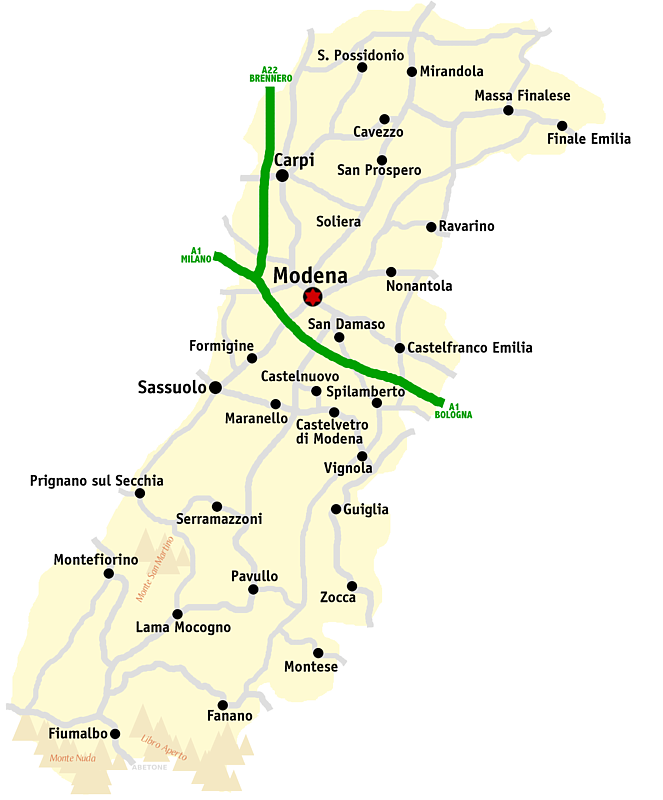
Karta över provinsen

## Administration
Provinsen Modena är indelad i 47 comuni (kommuner). Alla kommuner finns i lista över kommuner i provinsen Modena.